# Rebelle (film d'animation, 2012)
Pour les articles homonymes, voir Rebelle et Brave.
Série Classiques d'animation Pixar
Cars 2
(2011) Monstres Academy
(2013)
Pour plus de détails, voir Fiche technique et Distribution.
Rebelle (Brave) est le 122e long-métrage d'animation des studios Disney. Réalisé  en images de synthèse par Mark Andrews et Brenda Chapman pour Pixar, il est sorti en 2012. Il s'agit d'un conte merveilleux reposant sur une histoire originale et non pas d'une adaptation. L'histoire se déroule dans un royaume imaginaire d'Écosse médiévale. La princesse Mérida, jeune fille indépendante qui refuse de se marier, transforme accidentellement sa mère en ourse à la suite d'une dispute et doit trouver un moyen de sauver à la fois sa mère et le royaume sans renoncer à son idéal de vie.

## Synopsis
L'histoire se déroule en Écosse médiévale. La princesse Mérida du royaume de Dunbroch se voit offrir, pour son sixième anniversaire, un arc et des flèches par son père, le roi Fergus, au grand désespoir de sa mère, la reine Elinor. Alors qu'elle s'aventure dans les bois pour retrouver une flèche perdue, Mérida rencontre un feu follet. Une fois revenue auprès de ses parents et racontant ce qu'elle a vu, sa mère lui apprend que les feux follets guident les humains vers leur destin, bien que le Roi Fergus n'y croie guère. Peu après, Mor'du, un énorme ours démoniaque, attaque la famille. Elinor et Mérida s'enfuient à dos de cheval, tandis que Fergus et ses hommes combattent Mor'du, combat au cours duquel le roi perdra une jambe.
Dix ans plus tard, on ordonne à Mérida, devenue une jeune fille indépendante et caractérielle, de se fiancer avec le fils d'un des alliés de son père. Elinor lui explique que son refus de se soumettre à ces fiançailles pourrait nuire au royaume de Dunbroch, et raconte à sa fille la légende d'un prince qui, par l'orgueil et le refus des vœux de son père, a détruit son royaume.
Les chefs des royaumes alliés, ainsi que leurs premiers-nés, arrivent à Dunbroch afin de concourir dans les Highland games, avec comme récompense la main de Mérida. Cette dernière renverse les règles, se présentant comme la première-née de son royaume, et est ainsi éligible à concourir pour sa propre main. Elle bat haut la main ses prétendants dans un concours de tir à l'arc. Après une discussion passionnée avec sa mère, à laquelle cette dernière brûle l'arc de sa fille sous le coup de la colère, Mérida s'enfuit en pleurant dans la forêt et rencontre des feux follets qui la guident jusqu'à la hutte d'une vieille sorcière. Mérida lui demande alors un sort qui pourra changer sa mère, et donc changer son destin, et la sorcière lui prépare dès lors un gâteau enchanté.
Quand Mérida rentre au château et donne le gâteau à Elinor, celle-ci se transforme en ourse et perd sa capacité de parler, mais garde sa conscience humaine. Mérida décide de s'enfuir du château avec l'aide ses petits frères (Hubert, Hamish et Harris) pour retourner chez la sorcière avec Elinor, mais la hutte est vide. Mérida découvre néanmoins un message de la sorcière : à moins que Mérida n'arrive à réparer le lien détruit par l'orgueil avant le deuxième lever de soleil, la malédiction deviendra permanente. Après une journée entre mère et fille sans qu'elles ne trouvent de solutions, Mérida constate qu'Elinor commence à changer et à devenir une ourse véritable. Des feux follets amènent Mérida et Elinor jusqu'aux ruines d'un ancien château, où elles se retrouvent nez à nez avec Mor'du. Mérida se rend compte que Mor'du est en réalité le prince de la légende contée par Elinor, et qu'il a autrefois demandé le même sort que Mérida pour changer son destin. Mérida se jure après cette révélation de ne pas laisser la même tragédie arriver à sa mère. Elle en conclut que pour cela, elle doit retourner voir la tapisserie de sa famille qu'elle a déchiré avec son épée durant la dispute avec sa mère, pour trouver le moyen de conjurer le sortilège avant que cette dernière ne devienne véritablement une ourse.
La mère et la fille parviennent à retourner au château, et trouvent les quatre royaumes à deux doigts de se déclarer la guerre. Persuadée par Elinor, Mérida parvient à calmer les royaumes en leur rappelant leurs actions passées et leurs nombreuses alliances leur ayant permis de prospérer et de faire fuir les envahisseurs. Elle ajoute qu'à cause de son égoïsme, la vie de son royaume et de ceux des autres faillit être en danger, et qu'elle serait prête à se plier aux traditions et donc à se marier selon les règles, afin d'assurer la prospérité de tous. Mais Elinor l'incite à dire devant les chefs de clans que les premiers-nés devraient pouvoir se marier quand bon leur semble avec la personne qu'ils choisiront. Les chefs acceptent, brisant la tradition, mais renforçant leurs liens.
Mérida arrive dans la salle de la tapisserie avec Elinor et comprend qu'il faut recoudre la tapisserie pour conjurer le sort. Elle demande à sa mère du fil et une aiguille, mais cette dernière, qui perd peu à peu son humanité, ne réagit pas. Elle finit par attaquer Fergus, ce dernier étant arrivé paniqué après avoir vu la chambre dévastée de son épouse lorsque cette dernière s'était transformée en ourse, et blesse sa fille au bras, avant de reprendre conscience et de fuir le château. Le roi, croyant qu'Elinor est en fait Mor'du, part à la poursuite de l'ourse avec les autres royaumes, enfermant Merida dans le château alors que cette dernière cherche à le prévenir du contraire quant à l'identité de l'ourse. Elle arrive cependant à s'échapper à l'aide de ses trois petits frères (changés en oursons après avoir mangé le reste du gâteau ensorcelé de la sorcière) et recoud la tapisserie avant de poursuivre son père. Fergus et les autres chefs capturent Elinor, mais Mérida intervient et arrête son père sur le point de tuer accidentellement Elinor, avant que Mor'du n'arrive. L'ours attaque les chefs puis se dirige vers Mérida pour la dévorer, mais Elinor le bloque dans ses actions. Après un combat entre les deux ours, Mor'du finit par être écrasé par un menhir, ce qui libère l'esprit du prince, qui remercie Mérida de l'avoir libéré d'un signe de tête. Constatant que le second lever de soleil apparaît doucement dans le ciel, Mérida recouvre sa mère de la tapisserie, mais rien ne se passe. Le soleil se lève pour la deuxième fois, et Mérida réalise les erreurs qu'elle a commis et se réconcilie avec Elinor, (ce qui sans qu'elle ne le sache, était le véritable but derrière le message de la sorcière). Le sort est brisé, et Elinor redevient humaine, tout comme les petits frères de Mérida.
Mor'du étant neutralisé, Mérida et Elinor travaillent ensemble sur une nouvelle tapisserie alors qu'elles sont appelées au port pour faire leurs adieux aux autres clans, avant de partir à dos de cheval.

## Fiche technique
- Titre original : Brave ; The Bear and the Bow (titre de production)
- Titre français : Rebelle
- Réalisation : Mark Andrews et Brenda Chapman
- Co-réalisation : Steve Purcell
- Scénario : Mark Andrews, Steve Purcell, Brenda Chapman, Irene Mecchi d’après une histoire originale de Brenda Chapman
- Chef de l’histoire : Brian Larsen
- Décors : Steve Pilcher
- Photographie : Danielle Feinberg
- Montage : Nicholas C. Smith
- Musique : Patrick Doyle
- Producteur : Katherine Sarafian
- Producteurs exécutifs : John Lasseter, Andrew Stanton et Pete Docter
- Société de production : Pixar Animation Studios
- Société de distribution : Walt Disney Studios Distribution
- Pays d'origine :  États-Unis
- Langue originale : anglais
- Format : couleur - 2,35:1 - 35 mm
- Durée : 93 minutes
- Dates de sortie[1] :
  -  États-Unis et  Canada : 22 juin 2012
  -  Belgique : 18 juillet 2012
  -  France : 1er août 2012

## Distribution

### Voix originales
- Kelly Macdonald : Mérida
  - Peigi Barker : Mérida (jeune)

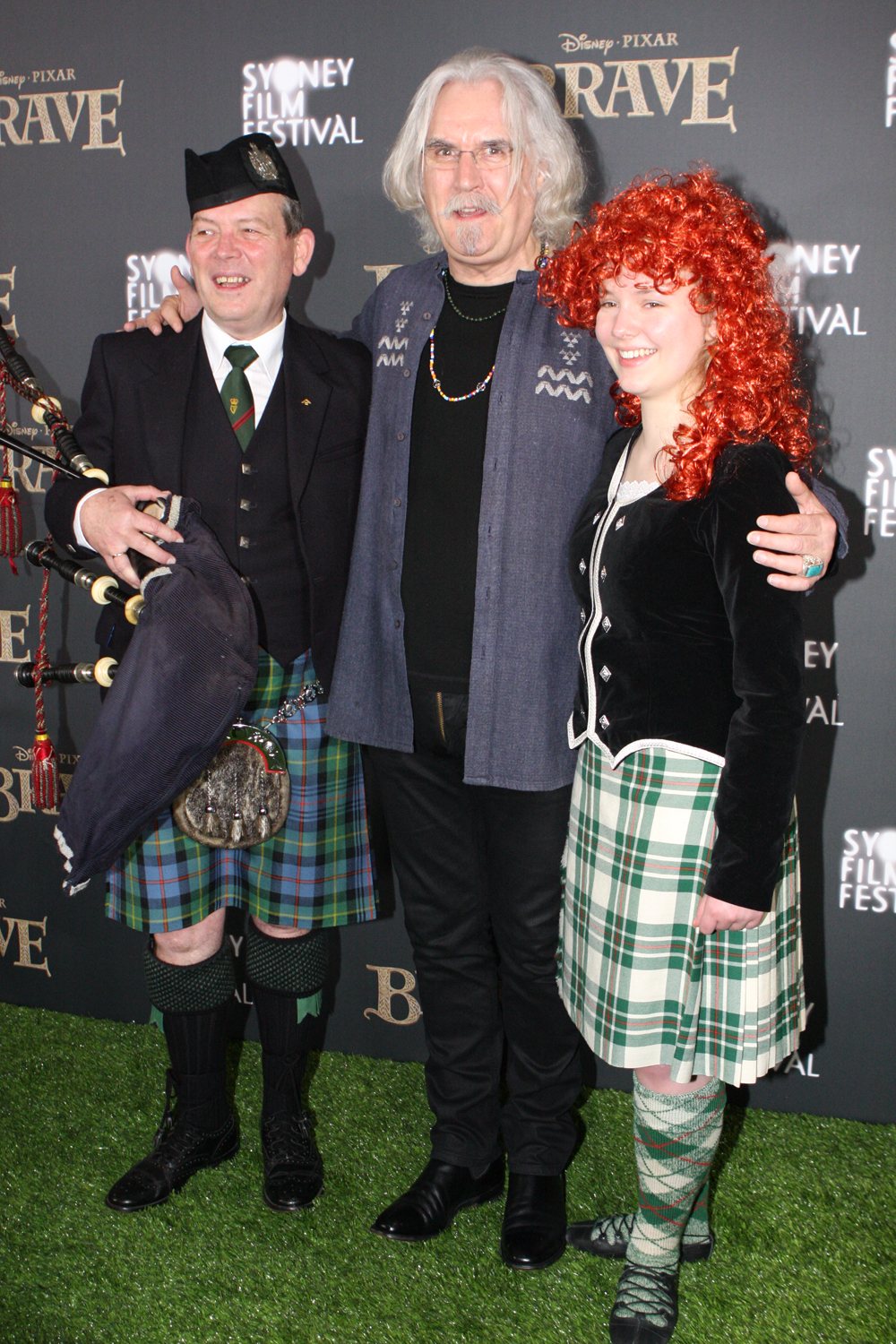
Billy Connolly (au centre) à la première australienne du film.

- Billy Connolly : King Fergus (le roi Fergus)
- Emma Thompson : Queen Elinor (la reine Elinor)
- Julie Walters : The Witch (la sorcière)
- Kevin McKidd : Lord MacGuffin
- Craig Ferguson : Lord Macintosh
- Robbie Coltrane : Lord Dingwall
- Patrick Doyle : Martin
- Callum O'Neill : Wee Dingwall
- Steve Purcell : The Crow (le corbeau)
- John Ratzenberger : Gordon
- Sally Kinghorn et Eilidh Fraser : Maudie (Maude)
- Julie Fowlis : soliste

### Voix françaises
- Bérénice Bejo[2] : Mérida
  - Coralie Thuilier : Mérida enfant
  - Maeva Méline : Mérida (chant)
- Jacques Frantz : le roi Fergus
- Nathalie Homs : la reine Elinor
- Cathy Cerda : la sorcière
- Paul Borne : Lord MacGuffin
- Patrick Osmond : Lord Macintosh
- Pascal Casanova : Lord Dingwall
- Michel Hazanavicius : le corbeau
- Stéphane Ronchewski : Martin
- Serge Biavan : Gordon
- Brigitte Virtudes : Maude
- Emmanuel Curtil : le fils McGuffin
- Emmanuel Garijo : le fils Macintosh
- Donald Reignoux : le fils Dingwall
- Alexis Tomassian : voix additionnelles

Version française réalisée par Dubbing Brothers sous la direction artistique de Ninou Fratellini.

### Voix québécoises
- Marilou[3] : Mérida / soliste
  - Marguerite D'Amour : Mérida jeune
- Anne Dorval[4] : la reine Elinor
- Sylvain Hétu : le roi Fergus
- Johanne Garneau : la sorcière
- Benoit Rousseau : Lord MacGuffin
- Daniel Picard : Lord Macintosh
- Marc Bellier : Lord Dingwall
- Martin Watier : le corbeau
- Pierre-Étienne Rouillard : Martin
- François Trudel : Gordon
- Michèle Lituac : Maude
- Frédéric Desager : le fils MacGuffin
- Philippe Martin : le fils Macintosh
- Hugolin Chevrette-Landesque : le fils Dingwall
- Pierre Bédard, Luc Campeau, Dominique Faure, Monique Fauteux, Nancy Fortin, Catherine Léveillé, José Paradis et Francesco Verrecchia : chœurs

## Production
Mérida est la première héroïne d'un film d'animation Disney/Pixar à avoir les cheveux bouclés. La réalisatrice Brenda Chapman conçoit cet élément du personnage comme un symbole de son caractère rebelle et l'utilise au fil du scénario pour représenter son opposition à l'ordre établi représenté par sa mère : « Je voulais montrer physiquement qu’elle n’était pas conventionnelle, qu’elle était rebelle et sauvage. Et sa mère essaye de la maîtriser, et ses cheveux à elle sont complètement attachés dans des nattes ».
Dans le film, l'âge de la princesse Mérida n'est pas précisé, mais une adaptation en roman par Irene Trimble lui donne 16 ans.
Brenda Chapman a conçu le projet et a été annoncée comme réalisatrice du film, faisant d'elle la première réalisatrice de Pixar. Mais en octobre 2010, elle a été remplacée par Mark Andrews, pour cause de discordances artistiques entre elle et John Lasseter. Chapman a trouvé la nouvelle de son remplaçant "dévastatrice", mais a déclaré plus tard que sa vision est entrée dans le film et qu'elle est restée très fière du film. Chapman a ensuite déclaré dans une interview en 2018 que même si elle était encore douce-amère à l'idée d'être retirée du film et croyait qu'il n'y avait aucune raison de le faire de manière créative, elle a estimé que cela ouvert plus de portes pour que cela se produise. Rebelle est également le premier film de Pixar avec une protagoniste féminine et le premier film de Pixar à avoir deux réalisateurs crédités. Malgré cela, elle reste créditée en tant que réalisatrice où elle remporte  l'Oscar du meilleur film d'animation avec Mark Andrews.

### Animation
L'animation de la chevelure bouclée de Mérida implique un effort technique important pour les studios Pixar. En effet, l'animation d'une telle chevelure représentait auparavant une impossibilité technique dans les dessins animés dessinés à la main, car le grand nombre des boucles et la complexité de leurs mouvements étaient trop complexes à dessiner. L'arrivée de la modélisation en images de synthèse permet aux studios d'animation de commencer à développer des logiciels susceptibles d'aider les animateurs à obtenir un rendu satisfaisant de ce type de mouvement complexe. Les studios Pixar passent près de trois ans à développer leur propre logiciel pour animer la chevelure rousse de Mérida, qui compte environ 111 700 cheveux, chacun fait d'environ 1500 boucles individuelles dotées chacune de son propre degré de rousseur et de frisure.

## Bande originale
La bande originale de Rebelle est composée par Patrick Doyle. Le film contient trois chansons :
- Vers le ciel ou Au gré du vent au Québec (Touch the Sky) - Soliste
- Soleil brûlant ou Tout là-bas au grand jour au Québec (Into the Open Air) - Soliste
- Chanson de Mor'du (Song of Mor'du) - Fergus

| Brave (Original Soundtrack) | Brave (Original Soundtrack)                                                                 | Brave (Original Soundtrack) | Brave (Original Soundtrack) | Brave (Original Soundtrack) | Brave (Original Soundtrack) | Brave (Original Soundtrack) | Brave (Original Soundtrack) | Brave (Original Soundtrack) | Brave (Original Soundtrack) |
| No                          | Titre                                                                                       | Durée                       |                             |                             |                             |                             |                             |                             |                             |
| --------------------------- | ------------------------------------------------------------------------------------------- | --------------------------- | --------------------------- | --------------------------- | --------------------------- | --------------------------- | --------------------------- | --------------------------- | --------------------------- |
| 1.                          | Touch the Sky (interprétée par Julie Fowlis)                                                | 2:31                        |                             |                             |                             |                             |                             |                             |                             |
| 2.                          | Into the Open Air (interprétée par Julie Fowlis)                                            | 2:41                        |                             |                             |                             |                             |                             |                             |                             |
| 3.                          | Learn Me Right (interprétée par Birdy et Mumford & Sons)                                    | 3:46                        |                             |                             |                             |                             |                             |                             |                             |
| 4.                          | Fate and Destiny                                                                            | 4:17                        |                             |                             |                             |                             |                             |                             |                             |
| 5.                          | The Games                                                                                   | 1:53                        |                             |                             |                             |                             |                             |                             |                             |
| 6.                          | I Am Merida                                                                                 | 2:23                        |                             |                             |                             |                             |                             |                             |                             |
| 7.                          | Remember to Smile                                                                           | 2:17                        |                             |                             |                             |                             |                             |                             |                             |
| 8.                          | Merida Rides Away                                                                           | 4:07                        |                             |                             |                             |                             |                             |                             |                             |
| 9.                          | The Witch's Cottage                                                                         | 4:26                        |                             |                             |                             |                             |                             |                             |                             |
| 10.                         | Song of Mor'du (interprétée par Billy Connolly and Cast)                                    | 2:17                        |                             |                             |                             |                             |                             |                             |                             |
| 11.                         | Through the Castle                                                                          | 4:34                        |                             |                             |                             |                             |                             |                             |                             |
| 12.                         | Legends Are Lessons                                                                         | 4:06                        |                             |                             |                             |                             |                             |                             |                             |
| 13.                         | Show Us the Way                                                                             | 3:46                        |                             |                             |                             |                             |                             |                             |                             |
| 14.                         | Mum Goes Wild                                                                               | 3:25                        |                             |                             |                             |                             |                             |                             |                             |
| 15.                         | In Her Heart                                                                                | 2:36                        |                             |                             |                             |                             |                             |                             |                             |
| 16.                         | Noble Maiden Fair (A Mhaighdean Bhan Uasal) (interprétée par Emma Thompson et Peigi Barker) | 2:36                        |                             |                             |                             |                             |                             |                             |                             |
| 17.                         | Not Now!                                                                                    | 3:34                        |                             |                             |                             |                             |                             |                             |                             |
| 18.                         | Get the Key                                                                                 | 3:15                        |                             |                             |                             |                             |                             |                             |                             |
| 19.                         | We've Both Changed                                                                          | 5:30                        |                             |                             |                             |                             |                             |                             |                             |
| 20.                         | Merida's Home                                                                               | 1:32                        |                             |                             |                             |                             |                             |                             |                             |
| 61:72                       |                                                                                             |                             |                             |                             |                             |                             |                             |                             |                             |

## Box-office
| Pays ou région | Box-office        | Date d'arrêt du box-office | Nombre de semaines |
| -------------- | ----------------- | -------------------------- | ------------------ |
| États-Unis     | 237 283 207 $,    | 17 janvier 2013            | 30                 |
| France         | 3 235 000 entrées | 18 décembre 2012           | 20                 |
| Monde          | 538 983 207 $     | 25 août 2013               | -                  |

## Distinctions

### Récompenses
- Women Film Critics Circle Awards 2012 : Meilleur film d'animation féminin
- Village Voice Film Poll 2012 : Meilleur film d'animation
- Oscar 2013 : Meilleur film d'animation
- BAFTA Award 2013 : Meilleur film d'animation
- Golden Globe 2013 : Meilleur film d'animation
- EDA Award 2013 : Meilleur personnage féminin animé pour Mérida (Kelly Macdonald)
- Iowa Film Critics Association Award 2013 : Meilleur film d'animation
- American Cinema Editors Award 2013 : Meilleur montage de film d'animation pour Nicolas C. Smith
- Annie Awards 2013 :
  - Meilleur montage dans un film d'animation pour Nicolas C. Smith
  - Meilleur production design pour un film d'animation pour Steve Pilcher

## Diffusion
Le 13 mars 2012, Alex Salmond, Premier ministre d'Écosse, annonce que le film Rebelle sera présenté le 30 juin 2012 en clôture du Festival international du film d'Édimbourg.

## Produits dérivés
Le 4 juin 2012, Disney Mobile et Pixar annoncent la sortie d'un jeu Rebelle sur smartphones reprenant le moteur de Temple Run d'Imangi Studios.
Un autre jeu vidéo adapté du film sort le 12 juin 2012 sur Windows, Mac, Wii, PlayStation 3, Xbox 360 et Nintendo DS. Il est développé par Behaviour Interactive et édité par Disney Interactive Studios.

## Anecdotes
Le nom du cheval de Mérida, Angus, est un clin d’œil à l'un des personnages de la pièce de William Shakespeare, Macbeth.[réf. nécessaire]
Le générique de fin rend hommage à Steve Jobs.
Dans la maison de la vieille sorcière, on peut voir apparaître un pot sur lequel est gravé le portrait de Sully, l'un des personnages principaux de Monstres et Cie, film également produit par Pixar.
On peut voir aussi, toujours dans la maison de la sorcière, la voiture de Pizza Planet issue du film Toy Story posée sur la table quand la sorcière sculpte.

## Polémique autour de l'ajout de Mérida aux princesses Disney
Le 10 mai 2013, Mérida est officiellement intronisée comme la 11e Princesse Disney déclenchant un débat sur l'important changement d'apparence qu'elle subit à cette occasion (principalement l'habillement et la coiffure). Après une pétition ayant récolté plus de 200 000 signatures, Disney annonce que Mérida retrouvera son apparence du film pour devenir une Princesse Disney.

## Analyse
Si l’hebdomadaire Elle titre sa critique « Rebelle : un conte de fées moderne et féministe ! », Paul Rigouste dénonce la position anti-féministe du film.